# 中馬場
中馬場（なかばんば）は、埼玉県八潮市の大字。郵便番号は340-0812。

## 概要
埼玉県の東部地域で、八潮市の概ね中央部に位置する。東、南、北は二丁目、西は上馬場、中央と隣接している。
地区の全域では区画整理が行われている。地内は主に戸建ての住宅地である。

## 由来
平坦な牧場地から生じた地名と思われる
。

## 歴史
もとは江戸期より存在した武蔵国埼玉郡八条領に属する中馬場村であった。古くは馬場と称されたひとつの村であったが、上馬場村、下馬場村（後の大原村、現大原。）とともに中馬場村が馬場から分村されたと云われている。

### 沿革
- はじめは幕府領で、寛永年間より大半の知行が旗本幸田氏となる[6]。なお、検地は慶長年間[6]、および1627年（寛永4年）に実施[7]。
- 1670年（寛文10年）より知行は幕府領および、旗本幸田氏と森川2氏との相給となる。
- 幕末の時点では埼玉郡に属し、明治初年の『旧高旧領取調帳』の記載によると、代官佐々井半十郎支配所が管轄する幕府領、および旗本3氏（幸田友之助、森川織部、森川主税）の知行であった[8]。
- 1868年（慶応4年）6月19日 - 幕府領が武蔵知県事・山田政則（忍藩士）の管轄となる。
- 1869年（明治2年）1月13日 - 武蔵知県事・河瀬秀治の管轄区域に小菅県を設置、小菅県の管轄となる。県庁は葛飾郡小菅村に置かれる。
- 1871年（明治4年）11月14日 - 太政官布告第594により小菅県を廃止。埼玉県の管轄となる。
- 1879年（明治12年）3月17日 - 郡区町村編制法により成立した南埼玉郡に属す。郡役所は岩槻町に設置。
- 1889年（明治22年）4月1日 - 町村制施行に伴ない、南埼玉郡上馬場村、西袋村、大原村、浮塚村、柳之宮村、大曾根村、南後谷村と合併し、南埼玉郡八幡村が成立、中馬場村は八幡村の大字中馬場となる。
- 1904年（明治37年） - 大字西袋の蓮華寺（蓮花寺）にある八幡村立尋常小学校（現八潮市立八幡小学校）が現在地に移転する[6]。
- 1956年（昭和31年）9月28日 - 八條村、潮止村と合併し、南埼玉郡八潮村の大字となる。村役場が当地に置かれた[6]。
- 1964年（昭和39年）10月1日 - 町制施行により、南埼玉郡八潮町の大字となる。
- 1969年（昭和44年） - 中馬場の一部が大字大曽根[6]および大字大原に編入される。
- 1972年（昭和47年）1月15日 - 市制施行により、八潮市の大字となる。
- 1982年（昭和57年）10月2日 - 八潮第一土地区画整理事業 の完成に伴い町名および地番が変更され、事業区域内にあった地区の一部（字馬場方、字東後、字東屋敷、字馬場裏、字上丸田、字西、字天神、字西屋敷）が八潮市中央一丁目〜中央四丁目となる。
- 2025年（令和7年）1月28日 - 埼玉県道54号線で埼玉県八潮市道路陥没事故が発生。中馬場の一部に避難勧告[9]（翌29日に警戒区域へ移行[10]）。

## 世帯数と人口
2020年（令和2年）11月1日現在の世帯数と人口は以下の通りである。
| 大字   | 世帯数  | 人口  |
| ------ | ------- | ----- |
| 中馬場 | 238世帯 | 563人 |

## 小・中学校の学区
市立小・中学校に通う場合、学区は以下の通りとなる。
| 番地 | 小学校             | 中学校             |
| ---- | ------------------ | ------------------ |
| 全域 | 八潮市立潮止小学校 | 八潮市立八潮中学校 |

## 交通
地内に鉄道は敷設されていない。

### 道路
地内に国道、および主要地方道・一般県道は通っていない。
- 浄水場通り

## 施設
- 埼玉県八潮新都市建設事務所
- 中馬場東児童公園

※ 中馬場児童交通公園は八潮3丁目、中馬場児童公園は中央2丁目、中馬場諏訪神社は中央3丁目に所在する。